# Petrovice (district de Bruntál)
Pour les articles homonymes, voir Petrovice.
Petrovice (en allemand : Petersdorf) est une commune du district de Bruntál, dans la région de Moravie-Silésie, en République tchèque. Sa population s'élevait à 137 habitants en 2021.

## Géographie
Petrovice se trouve à 13 km au nord-ouest de Město Albrechtice, à 28 km au nord de Bruntál, à 75 km au nord-ouest d'Ostrava et à 216 km à l’est-nord-est de Prague.
La commune est limitée par la Pologne au nord, par Janov à l'est, par Město Albrechtice au sud, et par Heřmanovice et Zlaté Hory à l'ouest.

## Histoire
La première mention écrite de la localité date de 1267.

## Transports
Par la route, Petrovice se trouve à 10 km de Zlaté Hory, à 18 km de Vrbno pod Pradědem, à 41 km de Bruntál, à 96 km d'Ostrava et à 275 km de Prague.